# Rune Grubb
Rune Eric Grubb, född 22 maj 1920 i Växjö, död 20 augusti 1998 i Lund, var en svensk läkare och bakteriolog. Han var från 1943 gift med Ella Grubb.
Rune Grubb var son till fältläkaren Eric Grubb och fängelsedirektören Rut Grubb, och tillhörde Norrlandssläkten Grubb. Han blev medicine licentiat vid Lunds universitet 1946, medicine doktor 1950, var docent i 
bakteriologi vid Lunds universitet 1949–56, laborator 1956–1959 och professor 1959–1986. Han blev överläkare vid Lunds lasarett 1962 och var chefsläkare där 1981–1983. Han var ledamot av Socialstyrelsens vetenskapliga råd 1963–1984. Han blev 1960 ledamot av Fysiografiska sällskapet i Lund och invaldes 1972 som ledamot av Vetenskapsakademien. Grubb är begravd på Norra kyrkogården i Lund. 
En föreläsningssal på Biomedicinskt Centrum i Lund är uppkallad efter Grubb.
Paret Grubb fick fyra barn, bland dem sonen Anders Grubb och dottern Karin Grubb (gift Prellner).